# Пельмар, Анди
Анди́ Жозе́ф Пельма́р (фр. Andy Joseph Pelmard; род. 12 марта 2000, Ницца) — французский футболист, защитник клуба «Клермон», выступающий на правах аренды за клуб «Лас-Пальмас».

## Клубная карьера
Уроженец Ниццы, Пельмар выступал за местные молодёжные команды ASBTP Нис Кот-д’Азюр и «Нис Нор», после чего стал игроком академии «Ниццы» в июле 2013 года. 23 февраля 2019 года дебютировал в основном составе «Ниццы» в матче французской Лиги 1 против «Амьена».

## Карьера в сборной
В 2017 году Пельмар выступал за сборную Франции до 17 лет на юношеских чемпионате Европы и чемпионате мира.
Также выступал за сборные Франции до 18, до 20 лет и до 21 года.

## Личная жизнь
Пельмар родился в Ницце в семье выходцев из Гваделупы.